# 安藤建設
安藤建設株式会社（あんどうけんせつ）は、かつて存在した総合建設会社（中堅ゼネコン）。
中高層ビル・工場建築に強みを持つ、プレハブ工法で先駆け、建築主力の中堅名門。2002年（平成14年）に東亜建設工業との業務提携、2003年（平成15年）に間組との資本業務提携契約を締結した。
その後2012年5月には、さらなる収益力の強化を目指し、2013年4月1日付で間組と対等な精神に基づいた合併をすることを発表。吸収合併の方式による合併（存続会社は間組）で、商号は株式会社安藤・間となる。

## 概要

### 事業所所在地
- 本社 - 東京都港区芝浦3丁目12番8号
- 支店 - 横浜、大阪、名古屋、東北（仙台）、静岡、九州（福岡）、広島、札幌
- 営業所・出張所 - 全国44か所

### 許可番号
- 建設業者許可番号 ＜国土交通大臣許可（特-24）第1850号＞
- 宅地建物取引業者免許 ＜国土交通大臣(12)第1392号＞
- 一級建築士事務所登録 ＜東京都知事登録第697号＞　その他、各支店所在地都道府県にて登録

## 沿革

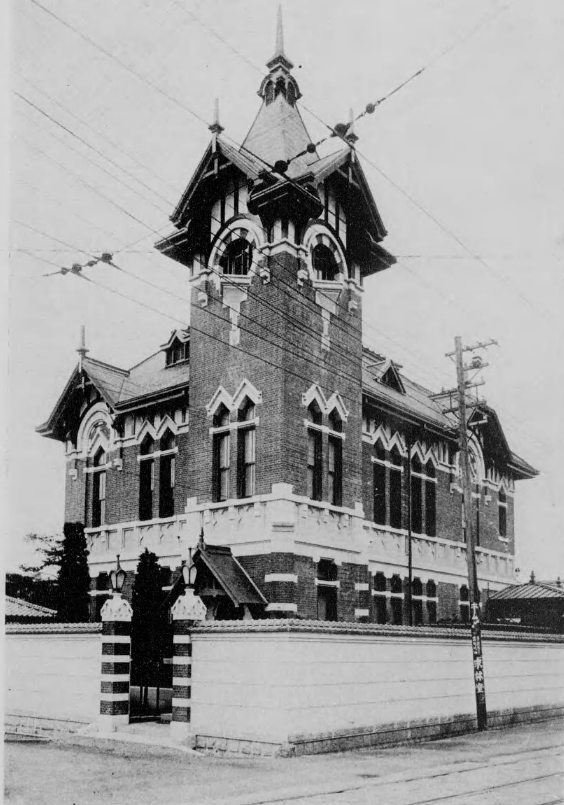
大正初期の安藤組

- 1873年（明治6年） - 「安藤方」と称して土木建築請負業を創業。
- 1911年（明治44年） - 出資金100万円をもって、「合名會社安藤組」に改組。
- 1917年（大正6年） - 合名会社組織を改め、「株式會社安藤組」を設立。
- 昭和初期 - 鉄骨造、鉄筋コンクリート造の新鋭技術を駆使する全国業者に成長。
- 1949年（昭和24年） - 建設業法により建設大臣登録（イ）730号登録を受ける。
- 1961年（昭和36年） - 株式を東京証券取引市場第二部へ上場。
- 1962年（昭和37年） - 安藤昇 - 安藤組（資本関係一切なし）が知名度を増し、誤解回避の為に社名を「安藤建設株式会社」に変更。
- 1963年（昭和38年） - 東京証券取引市場第一部へ指定替。
- 1965年（昭和40年） - 芝浦実験工場を設置して、プレキャスト、プレストレスト・コンクリートの試作実験を行う。
- 1966年（昭和41年） - 業界に先駆けて大型コンクリート板によるプレハブ工法を開発し、埼玉県川越市に最初のプレハブ工場を設置。
- 1971年（昭和46年） - フランスのコアネ社と技術提携を行い、海外のプレハブ技術を導入。
- 1986年（昭和61年） - 関東圏の資材・機材業務合理化のために東京機材センターを設立。
- 1991年（平成3年） - 技術研究所内に免震構造棟完成。またこの年、VIを導入し、太陽のグラフィックエレメントも合わせて全国の工事現場などで使用された。
- 1992年（平成4年） - 技術研究所内に音響・環境実験棟完成。
- 1995年（平成7年） - 日本・マレーシア友好の森プロジェクトに協賛、以降インドネシア（1996年）、ミャンマー（1997年）、ベトナム（1999年）と継続。
- 1998年（平成10年） - 全国でISO 9001認証取得。
- 2002年（平成14年） - 全国でISO 14001環境マネジメントシステム認証取得。
- 2004年（平成16年） - 技術研究所内にクリーンルーム・電磁シールド実験施設完成。
- 2005年（平成17年） - ISO 9001・ISO 14001全社統複合。
- 2013年（平成25年） - 4月1日付で間組と合併。同日、安藤ハザマ（登記上社名「安藤・間」）となり、安藤建設は法人格消滅。

## 歴代社長
安藤組社長
- 安藤徳之助：1917年 - 1944年
- 安藤清太郎：1944年 - 1961年
- 古茂田甲午郎：1961年 - 1962年

安藤建設社長
- 小原勝守：1962年 - 1969年
- 三宅孝雄：1969年 - 1976年
- 峯岸甲：1976年 - 1982年
- 藤田晋：1982年 - 1989年
- 長沢光一：1989年 - 1997年
- 沖田幸作：1997年 - 2004年
- 山田恒太郎：2004年 - 2011年
- 野村俊明：2011年 - 2013年

## 主な施工物件
- フジクラ本社ビル（東京都江東区）
  - フジクラ佐倉工場（千葉県佐倉市）
  - フジクラ沼津工場（静岡県沼津市）
  - フジクラ鈴鹿工場（三重県鈴鹿市）
  - 旧・藤倉電線 富津工場（千葉県富津市）
  - 旧・藤倉電線 深川工場（東京都江東区）
  - フジクラ東京R&Dセンター（東京都江東区）
  - 深川ギャザリア（東京都江東区）
- 凸版印刷本社ビル（東京都千代田区）
  - トッパン小石川ビル（東京都文京区）
  - 凸版印刷朝霞工場（埼玉県新座市）
  - 凸版印刷札幌工場（北海道札幌市）
  - 東京書籍本社ビル（東京都北区）
  - 読売新聞・図書印刷神戸工場（兵庫県神戸市）
- 慶應義塾大学
  - 三田キャンパス旧南校舎（東京都港区）
  - 三田キャンパス西校舎（東京都港区）
  - 慶應義塾大学病院旧中央棟（東京都新宿区）
- 滝学園本館（愛知県江南市）
- 日本経済新聞社名古屋支社（愛知県名古屋市）
- ミツミ電機本社ビル（東京都多摩市）
- 大正薬品工業・研究開発棟（滋賀県甲賀郡）
- 東邦大学医療センター大森病院3号館（東京都大田区）
- すみだ生涯学習センター（東京都墨田区）
- 福山大学新1号館（広島県福山市）
- 警察大学校武道館（東京都府中市）
- つくば市立竹園東中学校（茨城県つくば市）[1]
- ナビオス横浜（横浜国際船員センター）（神奈川県横浜市）
- Rac-Al Odasaga（ラクアル・オダサガ）（小田急相模原駅北口A地区第一種市街地再開発事業）（神奈川県相模原市）
- イオン与野ショッピングセンター（埼玉県さいたま市）
- JRA中山競馬場スタンド（千葉県船橋市）
- 日本ロジステック浦安倉庫（千葉県浦安市）
- ウエルタワー深川（古石場二丁目地区第一種市街地再開発）（東京都江東区）
- 築地市場駐車場棟（東京都中央区）
- 常磐自動車道いわき中央IC（福島県いわき市）
- 愛媛県庁舎本館（愛媛県松山市）